# Nicolae Bosie-Codreanu
Nicolae Bosie-Codreanu (n. 1885, Noua Suliță, județul Hotin – d. 1969, Timișoara), a votat Unirea Basarabiei cu România la 27 martie 1918.

## Biografie

### Sfatul Țării
La 32 ani fiind membru al Sfatului Țării, votează pentru Marea Unire.
După 8 decembrie 1918, a fost membra al diferite al guvernului de la București. Anterior, în 1917, a fost membru în Consiliul Directorilor Generali ai Basarabiei, membru al administrației lui Pantelimon Erhan în calitate de Director General al căilor ferate (mai precis, Director general responsabil pentru căile ferate, poște, telegraf și telefon) și a fost director general responsabil pentru căile ferate, poște, telegraf și telefon.
În perioada interbelică activează în calitate de inginer, director în Ministerul de construcții de la București. 

## Galerie

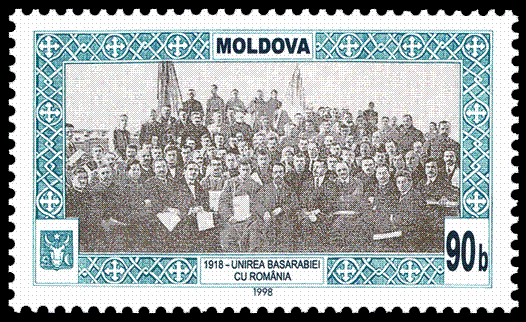
Timbru din Republica Moldova, 1998
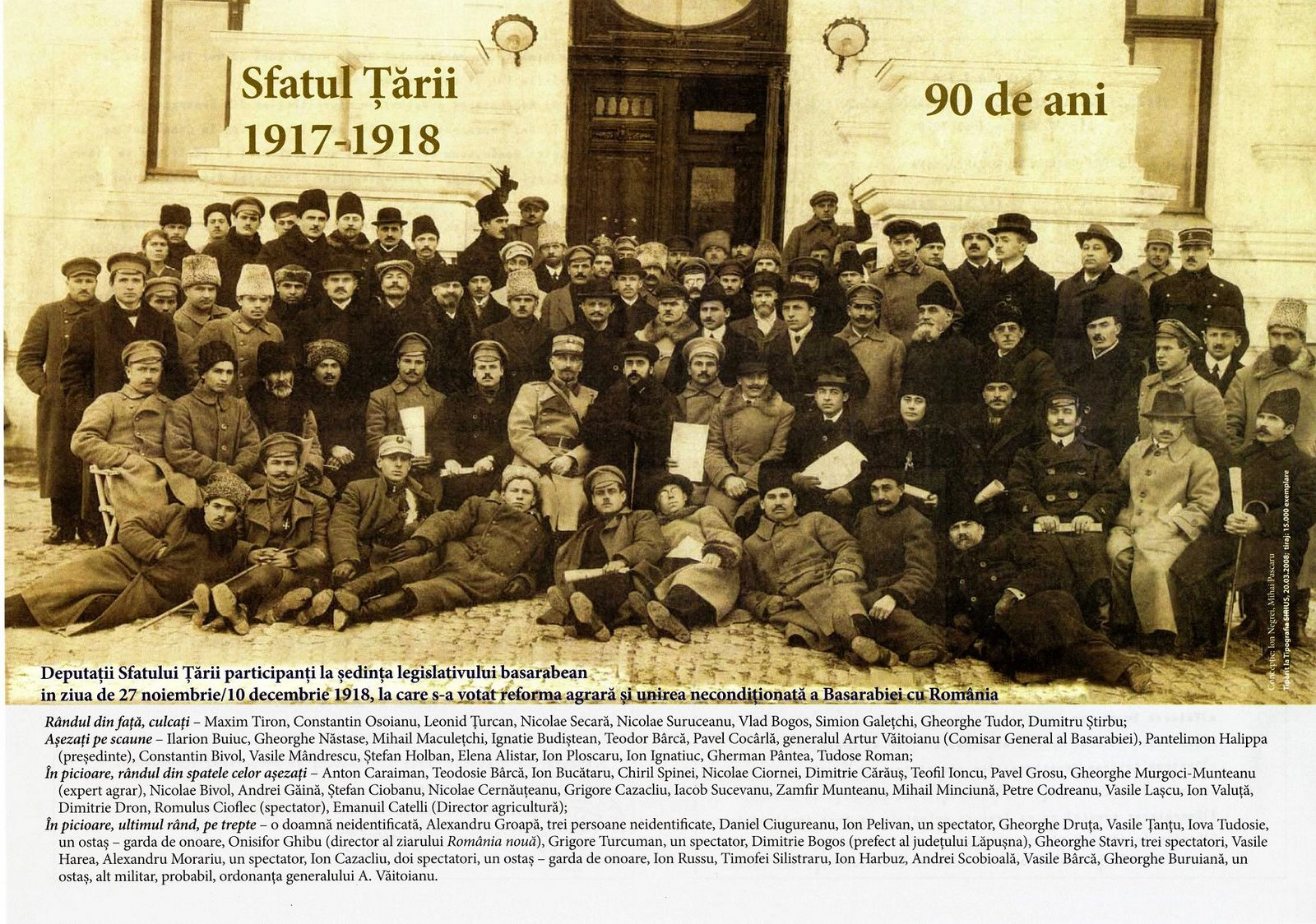
Palatul Sfatului Ţării (10 decembrie 1918)